# James Branch Cabell

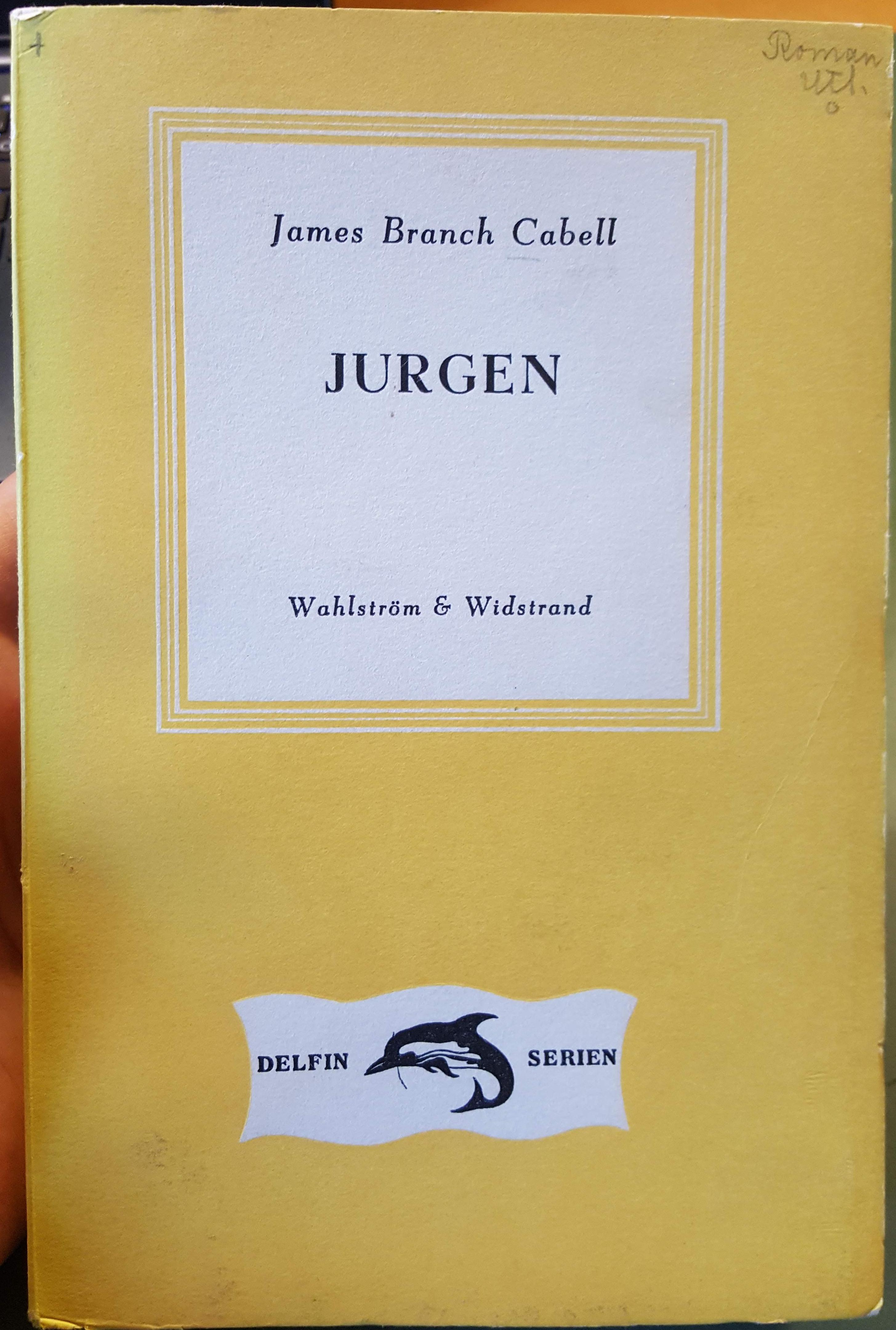
Omslaget på den första svenska utgåvan från 1949 av Cabells roman Jurgen

James Branch Cabell, född 14 april 1879 i Richmond, Virginia, död 5 maj 1958 i Richmond, Virginia, var en amerikansk författare.
Cabell började som journalist, debuterade 1904 som romanförfattare, och slog igenom med The Rivet in Grandfather's Neck (1915), som tilldrar sig i Cabells hembygd i Virginia. I flera senare böcker är scenen förlagd till ett diktat medeltidsland, och i denna fantasifyllda omgivning får hans romantiska skönhetskärlek och vemodiga ironi fritt spelrum. Bland hans arbeten märks Domnei (1913), Beyond Life (1919), Jurgen, A Comedy of Justice (1919), The Lineage of Lichfield (1922), Straws and Prayer-Books (1924), The Silver Stallion (1926), The White Robe: A Saint's Summary (1928).

## Svenska översättningar
- Jurgen: en roman om rättvisa (Jurgen) (översättning Nils Nielsen, Wahlström & Widstrand, 1949). Ny uppl. Askild & Kärnekull, 1974
- Berättelsen om Manuel: en komedi (Figures of earth) (översättning Sam J. Lundwall, Askild & Kärnekull, 1972)
- Silverhingsten: en komedi (The silver stallion) (översättning Sam J. Lundwall, Askild & Kärnekull, 1973)